# Bulbophyllum annandalei
Bulbophyllum annandalei là một loài phong lan thuộc chi Bulbophyllum.